# Metalectra viridis
Metalectra viridis là một loài bướm đêm trong họ Erebidae.